# 今泉容子
今泉 容子（いまいずみ ようこ、1954年 - ）は、日本の英文学・映画研究者、筑波大学名誉教授。

## 人物・来歴
名古屋生まれ。名古屋大学文学部英文科卒、同大学院博士課程在学中に米国留学し、イェール大学文学博士。1982年名古屋大学講師、助教授をへて、1990年筑波大学助教授、教授。2019年定年退任、名誉教授。

## 著書
- 『日本シネマの女たち』ちくま新書, 1997.9
- 『スクリーンの英文学 読まれる女、映される女』彩流社, 1999.5
- 『ブレイク修正される女 詩と絵の複合芸術』彩流社, 2001.1
- 『映画の文法 日本映画のショット分析』彩流社, 2004.2

共著
- 『越境する芸術家 現在、ブレイクを読む』 (松島正一,石塚久郎,鈴木雅之,高橋裕子 共著)英宝社ブックレット, 2002.5

## 論文
- 今泉容子